# 9 de 9 amb folre

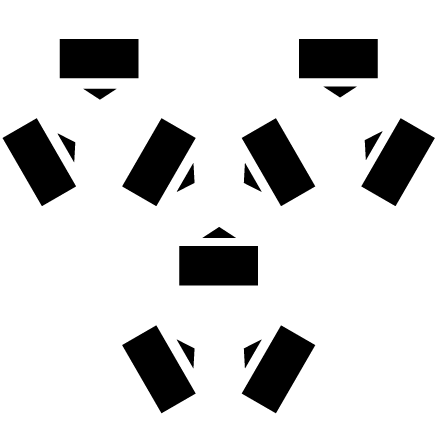
Estructura de tronc i baixos del 9d9f

El 9 de 9 amb folre és un castell de gamma superior de 9 pisos d'alçada i 9 persones per pis. Es va assolir per primera vegada a la diada de Tots Sants del 2023, executat pels Castellers de Vilafranca que, segons el criteri designat per la mateixa colla, el comptaren com a carregat, atès que l'esdeveniment no fou un concurs de castells i no es va regir per la normativa de competició.
És un castell d'estructura composta, que consta d'un tres central, amb un dos (o torre) adossat a cadascuna de les rengles del tres. Al capdamunt de cada torre se situa un pom de dalt. Es pot fer amb un sol enxaneta que coroni successivament cada pom de dalt o bé amb tres enxanetes (un per cada pom de dalt). Amb un pis menys, el 9 de 8 és un castell descarregat per la Colla Vella dels Xiquets de Valls, Colla Jove Xiquets de Tarragona, Colla Joves Xiquets de Valls, Castellers de Vilafranca, Minyons de Terrassa i Castellers de Barcelona i carregat pels Capgrossos de Mataró. Només les colles de Vilafranca i Barcelona l'han fet amb un enxaneta.

## Història
El 9 de 9 folrat es va incloure per primer cop a la taula de puntuació del concurs del 2012 per petició del representant de la Colla Vella, però va ser eliminat de la taula del XXVI Concurs de Castells de Tarragona. Anys després, l'agost del 2017, va ser reincorporat a la taula de puntuació del XXVII Concurs de castells de Tarragona, demanat per la Colla Jove Xiquets de Tarragona. En aquella ocasió, va rebre una puntuació just per sobre dels castells de 10 i sense folre i se'l va classificar dins del grup 7 i subgrup 2.
La primera colla d'assajar-lo va ser la Colla Jove Xiquets de Tarragona, que en dues ocasions el va pujar fins al pis de quarts. Una, el 4 de setembre de 2016, en un assaig especial a l'aire lliure; l'altra, al seu local social del carrer del Cós del Bou, el 7 d'octubre de 2016. La Colla Vella dels Xiquets de Valls, per la seva banda i en la temporada 2017, el va assajar fins a sisens en el darrer assaig abans de Santa Úrsula, tot i que finalment no el va dur a terme a la plaça. L'any 2018 ambdues colles el van assajar d'una manera força més constant.
Els Castellers de Vilafranca l'assajaren el 2023 amb la intenció de dur-lo a plaça per primera vegada a la història durant la Diada de Tots Sants. En aquest esdeveniment, el castell va caure poc després de la tercera aleta. El castell, que es va executar amb un sol enxaneta, va emprar 114 castellers en el folre i 46 en el tronc. Un aspecte significatiu és que un dels dosos del segon pom va començar a baixar quan l'enxaneta encara feia la tercera aleta: aquest detall hagués provocat que l'estructura no hagués comptat com carregada segons la normativa del concurs de castells 2022. Tanmateix, com que l'actuació no era en el context de cap concurs, va prevaldre el criteri de la mateixa colla, que el va considerar carregat. L'any següent, la normativa del concurs de castells 2024 va modificar les normes per a validar el carregament del 9 de 9, acceptant com a vàlida però amb penalització aquesta situació on només un dels dosos comenci a baixar abans de la darrera aleta.
L'any següent, al XXIX Concurs de castells de Tarragona, els Castellers de Vilafranca el van tornar a carregar, després d'un intent desmuntat, i va servir-los per a endur-se la victòria. En aquesta ocasió els dos intents es van efectuar amb tres enxanetes.

### Cronologia
La següent taula mostra una cronologia de tots els intents de 9 de 9 amb folre fets fins a l'actualitat. Hi figuren les colles que l'han intentat, la data, la diada, la plaça, el resultat del castell, els altres castells intentats en l'actuació i un comentari de cada una de les temptatives.
| \| Núm. \| Colla \| Data \| Diada \| Plaça \| Resultat \| Actuació \| Variant \| Notes \| Ref. \| \| ----------------------------------------------------------------------------------------------------------- \| ------------------------ \| --------------------- \| ------------------------------------- \| ---------------------------------------- \| ---------------- \| --------------------------------------------------- \| ----------- \| ------------------------------------------------------------------------------------------------------------------------------------------ \| ------- \| \| 1 \| Castellers de Vilafranca \| 1 de novembre de 2023 \| Diada de Tots Sants \| Plaça de la Vila, Vilafranca del Penedès \| Carregat \| 3de10fm(id), 3de10fm, 9de9f(c), 4de9sf(id), Pde8fm \| 1 enxaneta \| Primer 9de9f carregat de la història. Primer 9de9f carregat dels Castellers de Vilafranca. Primer 9de9f carregat a Vilafranca del Penedès. \| [14][1] \| \| 2 \| Castellers de Vilafranca \| 30 d'agost de 2024 \| Diada de Sant Fèlix \| Plaça de la Vila, Vilafranca del Penedès \| Intent desmuntat \| 3de10fm(c), 4de9fa, 9de9f(id), Tde9fm(c), Pde8fm \| 1 enxaneta \| \| \| \| 3 \| Castellers de Vilafranca \| 6 d'octubre de 2024 \| XXIX Concurs de castells de Tarragona \| Tarraco Arena Plaça, Tarragona \| Intent desmuntat \| 3de10fm, 9de9f(id), 4de9fa(c), 9de9f(c), 4de10fm(c) \| 3 enxanetes \| Primer intent de 9de9f a Tarragona. Primer intent de 9de9f amb 3 enxanetes. \| [12] \| \| 4 \| Castellers de Vilafranca \| 6 d'octubre de 2024 \| XXIX Concurs de castells de Tarragona \| Tarraco Arena Plaça, Tarragona \| Carregat \| 3de10fm, 9de9f(id), 4de9fa(c), 9de9f(c), 4de10fm(c) \| 3 enxanetes \| Primer 9de9f carregat a Tarragona. Primer 9de9f carregat amb 3 enxanetes. \| [12] \| \| Font: Base de Dades de la Coordinadora de Colles Castelleres de Catalunya – Colla Jove Xiquets de Tarragona \| \| \| \| \| \| \| \| \| \| |                          |                       |                                       |                                          |                  |                                                     |             | |              |
| Núm. | Colla                    | Data                  | Diada                                 | Plaça                                    | Resultat         | Actuació                                            | Variant     | Notes | Ref.         |
| 1 | Castellers de Vilafranca | 1 de novembre de 2023 | Diada de Tots Sants                   | Plaça de la Vila, Vilafranca del Penedès | Carregat         | 3de10fm(id), 3de10fm, 9de9f(c), 4de9sf(id), Pde8fm  | 1 enxaneta  | Primer 9de9f carregat de la història. Primer 9de9f carregat dels Castellers de Vilafranca. Primer 9de9f carregat a Vilafranca del Penedès. | [ 14 ] [ 1 ] |
| 2 | Castellers de Vilafranca | 30 d'agost de 2024    | Diada de Sant Fèlix                   | Plaça de la Vila, Vilafranca del Penedès | Intent desmuntat | 3de10fm(c), 4de9fa, 9de9f(id), Tde9fm(c), Pde8fm    | 1 enxaneta  | |              |
| 3 | Castellers de Vilafranca | 6 d'octubre de 2024   | XXIX Concurs de castells de Tarragona | Tarraco Arena Plaça, Tarragona           | Intent desmuntat | 3de10fm, 9de9f(id), 4de9fa(c), 9de9f(c), 4de10fm(c) | 3 enxanetes | Primer intent de 9de9f a Tarragona. Primer intent de 9de9f amb 3 enxanetes.                                                                | [ 12 ]       |
| 4 | Castellers de Vilafranca | 6 d'octubre de 2024   | XXIX Concurs de castells de Tarragona | Tarraco Arena Plaça, Tarragona           | Carregat         | 3de10fm, 9de9f(id), 4de9fa(c), 9de9f(c), 4de10fm(c) | 3 enxanetes | Primer 9de9f carregat a Tarragona. Primer 9de9f carregat amb 3 enxanetes.                                                                  | [ 12 ]       |
| Font: Base de Dades de la Coordinadora de Colles Castelleres de Catalunya – Colla Jove Xiquets de Tarragona |                          |                       |                                       |                                          |                  |                                                     |             | |              |

## Variants
De la mateixa manera que els altres castells d'estructura composta de nou (9 de 6, 9 de 7 i 9 de 8), hi ha dues variants per a realitzar el 9 de 9 amb folre, anomenades habitualment «9 de 9 amb folre amb un enxaneta» i «9 de 9 amb folre amb tres enxanetes».

### Amb un enxaneta
El 9 de 9 amb folre amb un enxaneta és una variant del nou feta amb un sol enxaneta que corona els tres poms de dalt. L'enxaneta puja per una de les estructures externes de torre (o dos) del castell i hi fa la primera aleta; tot seguit baixa el pom de dalt que acaba de coronar i s'enfila al de la següent torre (o dos) on fa la segona aleta; i després de baixar-ne i pujar al darrer pom que queda fa la tercera aleta i el castell es considera carregat. Va ser la variant usada pels Castellers de Vilafranca en el primer 9 de 9 amb folre carregat de la història, a la diada de Tots Sants de 2023.

### Amb tres enxanetes
El 9 de 9 amb folre amb tres enxanetes és una modalitat amb tres enxanetes diferents que pugen cadascun a una de les estructures de dos (o torre) del castell i hi coronen el seu pom de dalt corresponent. Es procura intentar que aquestes tres aletes siguin simultànies entre els tres enxanetes. La segona ocasió en què els Castellers de Vilafranca van portar el 9 de 9 amb folre, pel XXIX Concurs de Castells de Tarragona, ho van fer amb aquesta modalitat.

## Colles
Només una colla castellera l'ha aconseguit carregar, els Castellers de Vilafranca. La taula següent mostra la data, diada i plaça en què les colles el carregaren i/o descarregaren per primera vegada:
| Núm. | Colla                    | Carregat              | Diada               | Plaça                                    | Descarregat    | Diada          | Plaça          |
| ---- | ------------------------ | --------------------- | ------------------- | ---------------------------------------- | -------------- | -------------- | -------------- |
| 1    | Castellers de Vilafranca | 1 de novembre de 2023 | Diada de Tots Sants | Plaça de la Vila, Vilafranca del Penedès | No descarregat | No descarregat | No descarregat |

## Estadística
| Resultat              |
| --------------------- |
| Descarregat (D)       |
| Carregat (C)          |
| Intent (I)            |
| Intent desmuntat (ID) |

Actualitzat a 31 de desembre de 2024

### Nombre de vegades
Fins a l'actualitat s'han fet 4 temptatives d'aquest castell per part d'una sola colla. Mai s'ha aconseguit descarregar, només s'ha carregat 2 cops.
| Colla                    | Resultats globals | Resultats globals | Resultats globals | Resultats globals | Total | Resultats parcials | Resultats parcials | Resultats parcials |
| Colla                    | D                 | C                 | I                 | ID                | Total | Assolit (D+C)      | No assolit (I+ID)  | Caigudes (C+I)     |
| ------------------------ | ----------------- | ----------------- | ----------------- | ----------------- | ----- | ------------------ | ------------------ | ------------------ |
| Castellers de Vilafranca | 0                 | 2                 | 0                 | 2                 | 4     | 2                  | 2                  | 2                  |
| Total                    | 0                 | 2                 | 0                 | 2                 | 4     | 2                  | 2                  | 2                  |
| Percentatge              | 0%                | 50%               | 0%                | 50%               | 100%  | 50%                | 50%                | 50%                |

### Segons variant
Fins avui, l'única colla que ha assolit aquest castell ho ha fet en les seves dues variants.
| Colla                    | 1 enxaneta | 1 enxaneta | 1 enxaneta | 1 enxaneta | 1 enxaneta | 3 enxanetes | 3 enxanetes | 3 enxanetes | 3 enxanetes | 3 enxanetes |
| Colla                    | D          | C          | I          | ID         | Total      | D           | C           | I           | ID          | Total       |
| ------------------------ | ---------- | ---------- | ---------- | ---------- | ---------- | ----------- | ----------- | ----------- | ----------- | ----------- |
| Castellers de Vilafranca | 0          | 1          | 0          | 1          | 2          | 0           | 1           | 0           | 1           | 2           |
| Total                    | 0          | 1          | 0          | 1          | 2          | 0           | 1           | 0           | 1           | 2           |

### Poblacions
Fins a l'actualitat el 9 de 9 amb folre s'ha intentat a 2 poblacions.
| Població               | D | C | I | ID | Total |
| ---------------------- | - | - | - | -- | ----- |
| Vilafranca del Penedès | 0 | 1 | 0 | 1  | 2     |
| Tarragona              | 0 | 1 | 0 | 1  | 2     |
| Total                  | 0 | 2 | 0 | 2  | 4     |

### Temporades
La taula següent mostra les ocasions en què s'ha intentat per les colles al llarg de les temporades.
| Núm.  | Colla                    | 2023 | 2024    | Total   |
| ----- | ------------------------ | ---- | ------- | ------- |
| 1     | Castellers de Vilafranca | 1c   | 1c, 2id | 2c, 2id |
| Total | Total                    | 1c   | 1c, 2id | 2c, 2id |